# وایت (دهانه)

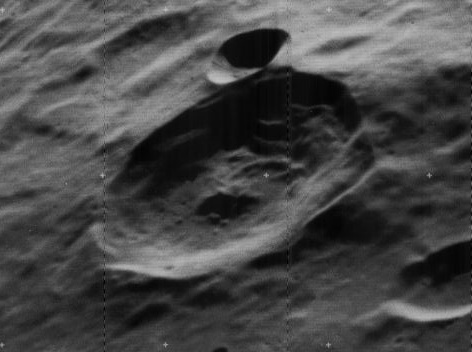
تصویری از این دهانه در سطح ماه

وایت یک دهانه برخوردی در ماه‌ است.

## دهانه‌های اقماری
این دهانه ۱ دهانه اقماری دارد.
| White | عرض جغرافیایی | طول جغرافیایی | قطر          |
| ----- | ------------- | ------------- | ------------ |
| W     | ۴۲.۱° S       | ۱۶۲.۷° W      | ۲۴.۰ کیلومتر |